# Румънци в Германия
Румънците в Германия са етническа група в Германия.

## Численост и история
Броят на румънците в Германия е 452 718 (2014).
През 1980-те години повече от половината от хората, напуснали Румъния, отиват в Германия.
След Румънската революция през 1989 г. възниква масова миграция на трансилвански саксонци в Германия, което британският вестник „Гардиън“ посочва като „най-удивителната и малко отразявана етническа миграция в съвременна Европа“.

## Известни личности
- Серджу Челибидаке
- Симоне Лаудер
- Михай Крецу